# Krio de Morto
Krio de Morto (dawniej Okrzyk śmierci) – polski zespół punkrockowy pochodzący z Poznania. Wykonuje muzykę z tekstami głównie w języku polskim i esperanto.
Zespół powstał w 1984 i początkowo nagrywał po polsku. Pierwszą płytą, na której ukazały się między innymi teksty w esperanto była Martoria, wydana w 2000. Mniej więcej w tym samym czasie zmieniła się nazwa zespołu. Obecna jest tłumaczeniem poprzedniej, polskiej na esperanto.

## Dyskografia
- 1994 Zabij swój strach
- 1996 Tolerancja?
- 1997 ...Z archiwum
- 2000 Martoria
- jeden utwór: Tekna frenezo na płycie Elektronika kompilo (2003)
- 2017 Podwójne EP "Stranga" i "Sur la Arbo"